# Bernhard Neumann (Chemiker)
Bernhard Heinrich Neumann (* 1. Mai 1867 in Seifhennersdorf; † 15. Dezember 1953 in Freiberg) war ein deutscher technischer Chemiker.

## Leben
Bernhard Neumann kam am 1. Mai 1867 in Seifhennersdorf als Sohn des Lehrers und Kantors Karl-Heinrich Neumann (1841–1918) und der Amalie Auguste geborene Augustin zur Welt. Neumann besuchte das Gymnasium in Zittau, verließ es jedoch ohne Abschluss. Danach absolvierte er eine Apothekerausbildung und praktizierte zwischen 1887 und 1888 in schweizerischen und italienischen Apotheken.
In der Folge belegte Neumann ab 1890 die Studien der Chemie und Naturwissenschaften an der Universität Leipzig. Hier wurde er Mitglied der Turnerschaft Zittavia. Er legte das pharmazeutische Staatsexamen ab und promovierte 1894 bei Wilhelm Ostwald mit einer Arbeit „Über das Potential des Wasserstoffs und einiger Metalle“,. Anschließend wurde er zum Assistenten am Institut für Anorganische Chemie und Elektrochemie der TH Aachen bestellt. Überdies war er ein Jahr lang in den Stolberger Blei- und Zinkhüttenwerken tätig.
Bernhard Neumann habilitierte sich, nachdem er 1899 in Gießen das Abitur nachgeholt hatte, an der TH Darmstadt zwischen 1899 und 1903 nacheinander für die Fächer Elektrochemie, Hüttenkunde und Chemie, bevor er 1904 zum Titularprofessor sowie 1906 zum planmäßigen außerordentlichen Professor für Eisenhüttenkunde ernannt wurde. Im Jahr 1914 wurde Neumann der Lehrstuhl für Chemische Technologie an der TH Breslau übertragen, der er zwischen 1932 und 1933 auch als Rektor vorstand.
Nach seiner Emeritierung 1935 lebte Neumann bis 1944 wieder in Darmstadt, ehe er, nachdem sein Haus durch Bomben zerstört worden war, in seine Oberlausitzer Heimat zurückkehrte. 1946 ließ er sich schließlich in Freiberg nieder. Hier übernahm er an der TU Bergakademie Freiberg von 1948 bis 1951 kommissarisch den Lehrstuhl für Organische Chemie und Organisch-chemische Technologie.
Bernhard Neumann, Bruder des Arztes Rudolf und des Zoologen Günther Neumann, heiratete im Jahr 1906 Maria, die Tochter des Prokuristen Gerhard Quadflieg. Er verstarb am 15. Dezember 1953 86-jährig in Freiberg.

## Wirken
Neumann leistete in vielen Publikationen wichtige Beiträge zur Verwissenschaftlichung der chemischen Verfahrenstechnik, die zuvor vielfach auf rein empirische Methoden ausgelegt war. Schwerpunkte seiner  wissenschaftlichen Tätigkeit bildeten Forschungen zur Elektrometallurgie, Gasanalytik sowie zum Schwefelsäurekontaktverfahren.
Zudem untersuchte er andere katalytisch gesteuerte Verfahren wie die Ammoniakverbrennung, den Deacon-Prozess zur Chlordarstellung sowie die Wassergasgewinnung. Neumann konnte zeigen, dass der Chlorkalk eine definierte Verbindung ist, die, abhängig von den Reaktionsbedingungen, in zwei distinkten Formen entsteht.
Er studierte den Ammoniak-Soda-Prozess, die katalytische Umsetzung von Acetylen zu Acetaldehyd und Essigsäure und die Methanbildung aus Kohlenmonoxid oder Kohlendioxid und Wasserstoff. Ferner befasste Bernhard Neumann sich in einer Reihe von Publikationen mit der Naturwissenschafts- und Technikgeschichte.

## Schriften
- Elektrolyse als Hilfsmittel in der analytischen Chemie, 1896
- Theorie und Praxis der analytischen Elektrolyse der Metalle, 1897, englisch 1898
- Die Metalle, Geschichte, Vorkommen, Gewinnung Statistik, 1903
- Elektrometallurgie des Eisens, 1907, russisch 1908
- Circa 200 Aufsätze in Fachzeitschriften – Herausgeber: Chemisch-technische Analyse, begründet von Julius Post. 2 Bände, 3. Auflage 1908/09, bearbeitet von Bernhard Neumann
- Lehrbuch der chemischen Technologie und Metallurgie, 1912, 3. Auflage 1939, französisch 1914
- Tagesfragen aus Naturwissenschaft und Technik, Abteilung Chemie, Metallurgie etc., 1914–1925
- Die ältesten Verfahren der Erzeugung technischen Eisens. 1954